# Rakovec Tomaševečki
Rakovec Tomaševečki is een plaats in de gemeente Klanjec in de Kroatische provincie Krapina-Zagorje. De plaats telt 141 inwoners (2001).